# A.C. Somma
Associazione Calcio Somma là một câu lạc bộ bóng đá Ý đến từ Sommacampagna, Veneto. Thành tích tốt nhất của đội là chiến thắng trong mùa giải 1977-78 của Coppa Italia Dilettanti. Đội đã tham gia trong mùa giải 2013-14 Promozione. Màu áo là trắng và xanh.

## Danh hiệu

### Thi đấu trong nước
- Coppa Italia Dilettanti:
  - Vô địch (1): 1977-78